# Балет у Швеції
Балет у Швеції — розвиток шведського балету відбувався силами французьких артистів з 1638 р. в Стокгольмі при королівському дворі, де періодично ставилися балетні спектаклі. Перша постійна трупа під керівництвом Л. Галлодьє була створена при шведській Королівській опері, що була відкрита в 1773 р. Балети ставили данський балетмейстер Антуан Бурнонвіль (з 1785 р.) і Луї Делан (з 1809 р).
Перший шведський балетмейстер А. Селіндер в 1843 р. познайомив глядачів з романтичним балетом Ф. Тальоні «Сильфіда» композитора Ж. Шнейцгоффера; Селіндер вводив у спектаклі шведські народні танці. У XVIII ст. відомі були танцюристки Дж. Бассі, Х. Л. Йортсберг, з середини XIX ст. — Ш. Норберг, танцюрист Х. Йогансон працював переважно в Росії. Великий вплив на подальше формування професійного балету Швеції надавав данський балет (до репертуару включалися постановки Авг. Бурнонвіля). У 2-й половині XIX ст. відомі були балетмейстер С. Лунд, танцюристка Х. Лунд.

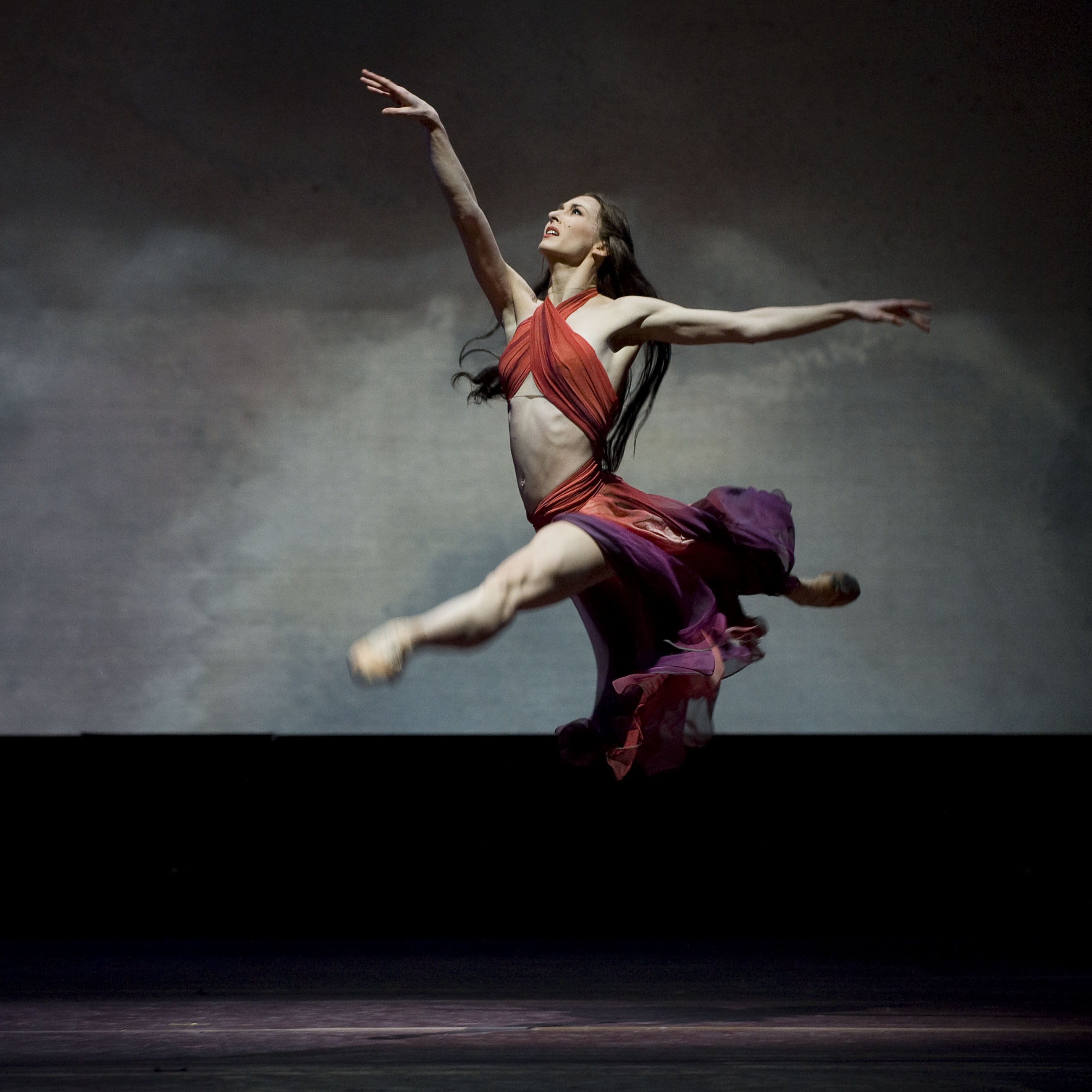
Надія Селлруп у ролі Есмеральди в «Горбун із Нотр-Дам», балет 2009 р. у Королівському оперному театрі Швеції

Однак до 1910-х рр. шведський балет переживав застій. Поштовхом для його становлення був приїзд у країну M. M. Фокіна, котрий з 1913 р. поставив ряд балетів («Клеопатра» на музику А. С. Аренського зі вставними номерами інших композиторів, «Сильфіди» на музику Ф. Шопена).
У 1920-ті була створена трупа «Шведський балет», яка виступала в 1920–1925 рр. в Парижі, а в її репертуарі були постановки переважно балетмейстера Ж. Берліна на музику французьких композиторів (Д. Мійо, Е. Саті) і в оформленні французьких художників (Ф. Леже та інших). Ж. Берлін поставив також кілька балетів з музикою шведських композиторів: наприклад, «Ніч на Івана Купала» Хуга Альвена, де використовувався шведський фольклор. Ведучими танцюристами цього періоду були К. Арі, E. Хассельквіст.
У 1930-і рр. шведський балет відчув сильний вплив експресіоністичного танцю, пропагандистом якого був Ю. Альго.
У 1940–1950-і рр. в репертуар балетної трупи шведської Королівської опери включалися спектаклі класичної спадщини («Спляча красуня» П. І. Чайковського та інші) в постановці фінського балетмейстера Г. Ге (в роки Другої світової війни) і англійки M. Скіпінг (з 1953 р.). Водночас шведські хореографи продовжували широко використовувати вільний танець. Зокрема, балетмейстер І. Крамер поставив балети «Дівчинка, яка топтала хліб» А. Гранстрема (1945 р.), «Блудний син» С. С. Прокоф'єва (1958 р.), «Водяний» на музику P. Лундстена (1973 р.), «Петя і Вовк» на музику С. Прокоф'єва (1976 р.).
З 1967 р. І. Крамер очолює створену ним трупу «Крамер-балетто», де спектаклі засновані на фольклорі. Балетмейстер Б. Кульберг поставив у шведській Королівській опері, в трупі «Кульберг-балеттен» (заснований в 1967 р.) і на телебаченні балети «Фрекен Юлія» T. Рангстрема (1950 р.), «Адам і Єва» Х. Русенберга (1967 р.), «Бунт» на музику Б. Бартока (1973 р.); Б. Окессон поставив балети «Сізіф» К. Б. Блумдаля (1957 р.), «Ікар» С. Е. Бека (1963 р.), «Навсікая» І. Лідхольма (1966 р.). У репертуарі шведської Королівської опери також були постановки працювавшого у 1960-ті рр. балетмейстера А. Тюдора, Б. Макдональда, Х. Лімона, Джон Кранко і багатьох інших іноземних балетмейстерів. Постійні балетні трупи є також в Гетеборзі (керівниця Ельза фон Розен) і Мальме (керівник К. Борг). Найбільш відомі артисти: в 1940–1950-х рр. танцюристки Б. Аппельгрен, Е. Раш, Г. Ліндгрен; танцюристи T. Родін, брати Ю. та M. Менгареллі; у 1950–1960-х рр. танцюристки фон Розен, M. Орландо, Г. Андерсон; танцюристи К. Селлінг, В. Сандберг; у 1960–1970-х рр. танцюристки І. Броссе, M. Ланг, К. Ліндстрем, Б. Шельді, танцюристи H. О. Хегбум, В. Клавсен, П. А. Сегерстрем, H. Вінквіст, І. Кеге та інші. З кінця 1973 р. у м. Стокгольмі виходить журнал «Dans» E. Я. Суріца.
| Прапор Швеції | Це незавершена стаття про Швецію. Ви можете допомогти проєкту, виправивши або дописавши її. |